# فلورنسا ماهوني
فلورنسا ماهوني (بالإنجليزية: Florence Mahoney)‏ هي عالمة غامبية، ولدت في 1929.